# Síndrome do bebê esquecido

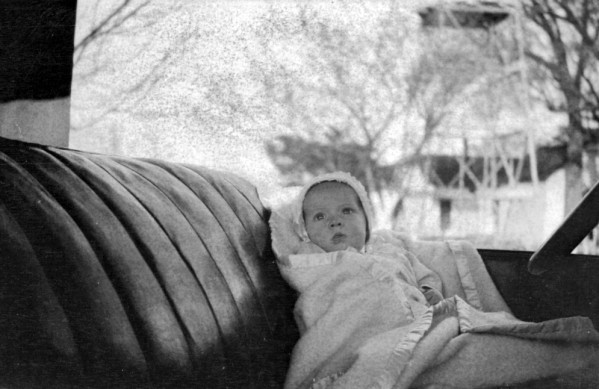
Bebê fotografado em um carro, na década de 1940: esquecê-los, no presente, tem sido recorrente.

A síndrome do bebê esquecido (com sigla FBS, do inglês forgotten baby syndrome) diz respeito aos sintomas apresentados quando crianças pequenas ou idosos são deixados em carros fechados, podendo levar à morte por insolação. O nome foi dado com o aumento de casos de bebês esquecidos em automóveis, nos Estados Unidos.
Causando o superaquecimento do organismo quando o veículo é estacionado sob o sol ou em dias quentes, a vítima do FBS apresenta sintomas como desmaio, falta de ar, desmaios, vertigens, extremidades arroxeadas, dor de cabeça aguda e delírios. Quando a temperatura corporal ultrapassa os 41°C as células se danificam e o organismo começa a parar de funcionar.
No registro de Mauro Paulino ao analisar a síndrome em Portugal, "A investigação científica sobre o tema é ainda reduzida, sobretudo no que tange à esfera comportamental e às circunstâncias adjacentes, uma vez que a literatura existente se concentra, principalmente, nas condições clínicas que causam a morte das crianças envolvidas, fruto das autópsias médico-legais realizadas. Uma das grandes limitações está relacionada com as fontes de informação, que, na maioria dos casos, se limitam aos meios de comunicação social".

## Causas do esquecimento
Segundo declarou à BBC Brasil o especialista David Diamond, da Universidade do Sul da Flórida, "Todos os pais relatam ter sofrido de um lapso de memória. E quase todos eles esqueceram seus filhos no carro após mudarem sua rotina, seja porque decidiram fazer um trajeto diferente ou porque tiveram que levar os bebês para a creche mais cedo", identificando aí um padrão de comportamento que leva ao esquecimento da criança no automóvel. Para Mauro Paulino o esquecimento se dá na "denominada Memória de Trabalho, um tipo de memória de curto prazo ligado ao armazenamento e manipulação temporária da informação, com a finalidade de auxiliar propósitos presentes ou metas a breve trecho", derivando-se de "ocorrência de circunstâncias transitórias e agudas de origem exterior", citando como exemplo o estresse ocupacional e burnout provocados pela vida moderna.
De acordo com a pesquisa de Diamond, o processo decorre basicamente do modo pelo qual o cérebro funciona ao registrar e ativar as memórias, neste caso envolvendo principalmente duas partes: os gânglios basais, que atuam de modo subconsciente, fazendo com que a pessoa aja de modo "piloto automático", ou seja, sem que requeira maior raciocínio para ativar as habilidades adquiridas (como o motorista, que não "pensa" quando aciona os pedais ou guia o carro por um caminho conhecido); de outro lado, tem-se o hipocampo e o córtex frontal que agem para processar e armazenar novos dados, que agem de modo diverso e independente dos gânglios basais, já que exigem do indivíduo um pensamento consciente para que a decisão ocorra. Diamond conclui: "De certa forma, os gânglios basais e o hipocampo competem dentro de nosso cérebro. E, quando uma mãe esquece seu filho no carro, significa que o hipocampo perdeu a batalha".
Esse tipo de situação pode ocorrer com qualquer pessoa, segundo o especialista, e em algumas outras levar a consequências mais graves, como o caso de um piloto de avião que, laborando por anos em um modelo de aeronave, causa um acidente quando levado a pilotar um aparelho diferente.

## Medidas preventivas
Algumas medidas podem ser tomadas a fim de que o esquecimento do condutor não ocorra, como:
1. Sempre checar o interior do veículo ao sair, fazendo disso um hábito;
2. Deixar junto à criança algum objeto de uso necessário, como telefone móvel, chaves, etc.;
3. Instalar sistema de alerta no automóvel;
4. Usar aplicativos que possuam sistema de alerta parental.

## Ocorrências
Nos Estados Unidos, em dados de 2022, foram registrados segundo a organização NoHeatstroke 906 mortes de crianças pela FBS desde 1998, o que dava uma média de 37 ao ano. Já outra pesquisa naquele país analisou 450 casos entre os anos de 1992 a 2012, onde se constatou que 88% das situações de FBS haviam sido acidentais, e 12% tinham sido intencionais. Estudo italiano de 2020 constatou 8 casos naquele país entre 1998 e 2017 tiveram vítimas entre onze meses e dois anos de idade, sendo que em todos os casos um dos pais foi o cuidador que esqueceu a criança.
No Brasil não há estatísticas, mas uma pesquisadora da Universidade Federal de Juiz de Fora identificou 59 episódios entre 2006 e 2018. Em Portugal dois casos recentes provocaram comoção: o primeiro se deu em maio de 2021 em Lisboa onde, na Avenida Miguel Bombarda, uma mãe que levara dois filhos mais velhos à escola retornando para casa às nove horas, esqueceu a filha de dois anos no automóvel. O segundo ocorreu a 12 de setembro de 2023 no Monte da Caparica onde um professor da Faculdade de Ciências e Tecnologia da Universidade Nova de Lisboa deixou a filha de dez meses dentro do veículo e esta ficara por toda a manhã, em torno de sete horas ali. Uma estudante tentou a reanimação mas a criança teve parada cardiorrespiratória e morreu no local.

## Consequências legais
No Brasil a situação pode se configurar crime. Quando a polícia verifica uma situação de abandono em veículo, mesmo não havendo o óbito, o Conselho Tutelar deve ser acionado. Não sendo constatada uma omissão intencional, são adotadas medidas protetivas e o responsável encaminhado para atendimento social. Se a negligência se repetiu, entretanto, o caso é encaminhado à justiça e as circunstâncias de cada caso serão apreciadas, podendo levar desde a penas alternativas até à prisão.

## Consequências psicológicas
O psicólogo forense Mauro Paulino analisa que o processo de luto nesses casos que envolvem uma morte prematura e de modo súbito e violento, levam a pessoa a questionar a justiça existencial e, previsivelmente, geram intensas reações emocionais por contrariam a natureza. Isso gera no indivíduo a destruição de sua sensação de segurança, "predominando sentimentos de desamparo, impotência, vulnerabilidade, raiva e culpa, ultrapassando a capacidade de adaptação da pessoa" que comprometem sua vida funcional.
Ainda segundo o especialista Paulino, além da perda de um filho ("uma das experiências mais traumáticas que o ser humano pode vivenciar"), há perdas secundárias dela decorrentes tais como "a perda das expectativas para o futuro e desafios, como a gestão das mudanças vivenciadas na própria identidade e na relação conjugal", além de levar a riscos patológicos, pensamentos suicidas e ao prolongamento da sensação de perda. Além do pai que deixou a criança, também outros membros da família (como irmãos, por exemplo), são vitimados pelo trauma - que afeta toda a família, a comunidade e ainda outras pessoas que passaram por experiencias similares, com "consequências dramáticas e duradouras".